# Taylor Ware
Taylor Ware (ur. 17 września 1994) – amerykańska piosenkarka śpiewająca w country. Uczestniczka programu "America’s Got Talent". Potrafi łączyć śpiewanie z jodłowaniem. Gra na gitarze.

## Dyskografia
- Taylor Ware (2004)
- America’s Yodeling Sweetheart (2007).